# Sara Gilbert
Sara Gilbert, geboren als Sara Rebecca Abeles (Santa Monica, 29 januari 1975) is een Amerikaanse actrice. Ze speelde onder meer dochter Darlene Conner (1988-1997) in de televisieserie Roseanne. Ze werd twee keer genomineerd voor een Emmy Award, de belangrijkste Amerikaanse televisieprijs, maar wist die nooit te bemachtigen.
Gilbert is de jongere halfzus van Melissa Gilbert, een actrice uit Little House on the Prairie. De adoptiemoeder van Melissa Gilbert trouwde met Harold Abeles en zij kregen in 1975 een dochter, Sara Abeles. Zij veranderde als actrice in 1984 haar achternaam in Gilbert.
Gilbert speelde behalve in Roseanne in series als ER, 24, Will & Grace en The Big Bang Theory. Daarnaast is ze presentatrice bij The Talk, een programma naar een idee van haar en dat ze nu ook produceert.
Uit een relatie (2001-2011) met televisieproducente Allison Adler heeft Gilbert een zoon en een dochter. In 2014 huwde ze met de Amerikaanse muzikante Linda Perry en beviel in 2015 van een zoon. In 2019 vroeg ze een echtscheiding aan en kwam een eind aan deze relatie.